# Lilian Thuram
 Der er for få eller ingen kildehenvisninger i denne artikel, hvilket er et problem. Du kan hjælpe ved at angive troværdige kilder til de påstande, som fremføres i artiklen.

Lilian Thuram (født 1. januar 1972) er en tidligere fransk fodboldspiller, der spillede for AS Monaco, Parma FC, Juventus FC og FC Barcelona.
Han har optrådt for det franske landshold ikke mindre end 142 gange og scoret 2 mål. De to mål blev pudsigt nok scoret i én og samme kamp, nemlig i semifinalen mod Kroatien ved VM i 1998 på hjemmebane, hvor franskmændene senere tog titlen. Han var også med til at vinde guld ved EM i 2000, samt sølv ved VM i 2006. Han har rekorden for flest spillede landskampe for Frankrig.